# NetNewsWire
NetNewsWire ist ein Feedreader für macOS und iOS, der eine an Apples Mail angelehnte Oberfläche aufweist. Bei der Erstveröffentlichung am 12. Juli 2002 war er einer der ersten verfügbaren Feedreader überhaupt.
Merkmale von NetNewsWire sind neben einer einfachen Bedienung unter anderem die Möglichkeit, die Ansicht an eigene Gewohnheiten anzupassen und Feeds über verschiedene Computer hinweg zu synchronisieren. Das Programm unterstützt sowohl RSS- als auch Atom-Web-Feeds und Podcasts, außerdem ist es auf eine gute Zusammenarbeit mit Spotlight und Integration mit iCal, iPhoto, dem macOS-Adressbuch, VoodooPad, MarsEdit und Growl hin optimiert.

## Geschichte
NetNewsWire wurde zunächst von Brent und Sheila Simmons für ihre Firma Ranchero Software als Shareware entwickelt. Am 12. Juli 2002 erschien zunächst eine kostenlose Lite-Version, der im Vergleich zur später vorgestellten regulären Version einige fortgeschrittenere Features fehlten. NetNewsWire 1.0 erschien am 11. Februar 2003 und Version 2.0 erschien im Mai 2005.
Im Oktober 2005 wurden Ranchero Software und NetNewsWire von NewsGator aufgekauft. Version 3.0 erschien am 5. Juni 2007. Ab der Veröffentlichung von NetNewsWire 3.1 am 9. Januar 2008 wurde NetNewsWire kostenlos angeboten, um als Werbung für weitere Softwareangebote von NewsGator zu dienen. NetNewsWire Lite wurde gleichzeitig eingestellt.
Seit Mai 2008 ist das Programm auch auf Deutsch erhältlich.
Seit der am 23. September 2009 vorgestellten Version 3.2 synchronisiert NetNewsWire sich mit Google Reader und kann Artikel an Instapaper schicken. Neben einer kostenlosen, jedoch werbefinanzierten Version gab es jetzt erneut eine kostenpflichtige, werbefreie Version des Programms.
Am 2. März 2011 wurde NetNewsWire Lite 4.0 veröffentlicht. Es handelt sich dabei, wie schon vorher, um eine werbefreie Version des Programmes, der jedoch wesentliche Features fehlen. Dieses baut auf einer vollkommen neu geschriebenen Codebasis auf, welche in Zukunft auch für die kostenpflichtige Version, sowie für die iOS-Versionen des Programms zum Einsatz kommen sollte.
Am 3. Juni 2011 wurde der Verkauf von NetNewsWire an die Firma Black Pixel bekanntgegeben. Dies war vor allem eine Reaktion auf den stark gestiegenen Entwicklungsaufwand, der alleine nicht mehr zu leisten war. Im Zuge des Verkaufs wurde die Lite-Version eingestellt. Seitdem ist NetNewsWire nur noch in einer werbefinanzierten Version erhältlich. Durch Erwerb einer Lizenz kann die Werbung abgeschaltet werden.
Im Juni 2013 wurde eine Betaversion von NetNewsWire 4 veröffentlicht.
Seitdem Brent Simmons die Rechte an dem Programm im August 2018 zurückerworben hatte, entwickelt er es „aus Liebe, nicht für Geld“ weiter und baut die Anwendung dabei von Grund her neu auf. Am 25. Mai 2019 gab er die Veröffentlichung von NetNewsWire 5.0d17 bekannt, der ersten Version, die feature-complete, also schon ziemlich vollständig, sei. Vorausgesetzt wird mindestens macOS 10.14.4. Das Programm steht unter MIT-Lizenz.